# Dialog (literatura)
Dialog – wypowiedź wielopodmiotowa, rozmowa dwóch lub większej liczby osób.
Dialog występuje w utworach literackich: w dramacie stanowi podstawową formę wypowiedzi, w epice obok narracji stanowi jedną z form podawczych.
Dialog jako gatunek literatury stosowanej, utwór literacki, złożony jest z odrębnych wypowiedzi na wspólny temat; nie ma jednak charakteru dzieła dramatyczno-scenicznego i jest zapisany. W starożytności dialogi były podstawową formą wypowiedzi na temat filozofii, np. dialogi Platona. Popularnym również w renesansie, przykładem z tego okresu jest Krótka rozprawa między trzema osobami, Panem, Wójtem a Plebanem Mikołaja Reja.
Dialogiem nazywa się również rozmowę dwóch lub więcej osób w obrębie innego dzieła literackiego: powieści, opowiadania, noweli itd.
Gatunkiem literatury stosowanej jest też „rozmowa”, czyli dialog ustny, związany z konkretną sytuacją życiową.
Według Józefa Tischnera:

Dialog oznacza, że ludzie wyszli z kryjówek, zbliżyli się do siebie, rozpoczęli wymianę zdań. Początek dialogu – wyjście z kryjówki – jest już dużym wydarzeniem. Trzeba się wychylić, przekroczyć próg, wyciągnąć rękę, znaleźć wspólne miejsce do rozmowy.